# Médecine du travail en Belgique
La médecine du travail en Belgique est une médecine spécialisée visant la protection de la santé des travailleurs vis-à-vis des nuisances de leur travail et plus largement de leur milieu de travail, ainsi que leur bien-être au travail. 
Elle appartient essentiellement au domaine préventif.
Elle trouve sa spécificité par son articulation, dès l'origine, avec la sécurité au travail, portée par les ingénieurs de sécurité, également une obligation de moyen, pour toutes les entreprises. De ce point de vue, elle est représentative à la fois de la santé au travail de type latin (individuelle) et de type anglo-saxon (normative).
Elle trouve ses bases au niveau des Conventions et Recommandations de l'OIT, ainsi qu'au niveau des directives européennes. 
Elle s'insère actuellement dans un ensemble multidisciplinaire de santé au travail depuis 1994, assez complexe, compte tenu des différents niveaux de pouvoir politique qui se partagent les compétences.
Elle est organisée soit directement par les entreprises (service interne - ou commun- de prévention et de protection au travail), soit selon un système inter-entreprises (service externe de prévention et de protection au travail).

## Historique

### Conventions et Recommandations de l'OIT
L'ensemble des textes des Conventions de l'OIT se trouve à l'adresse figurant en référence.
L'ensemble des textes des Recommandations de l'OIT se trouve à l'adresse figurant en référence.
La Recommandation no 97 « Recommandation sur la protection de la santé des travailleurs », de l'OIT (1953) est la première recommandation généraliste traitant de la santé des travailleurs. Elle va traiter plus particulièrement des examens médicaux et donc de la médecine du travail.  
On y trouve encore des idées de sélections de travailleurs « un certificat d'absence de contre-indication devra être délivré à l'employeur » concernant les risques de maladies professionnelles.
La Recommandation no 112  « Recommandation sur les services de médecine du travail » de 1959 va corriger cela, tout en organisant les services médicaux du travail.
Cela reste néanmoins des Recommandations n'ayant pas force de loi dans les pays signataires.
Cependant, elles vont être le guide des Arrêté Royaux qui vont de 1965 à 1968, généraliser et structurer, pour toutes les entreprises, les services médicaux du travail en Belgique.
Il faudra attendre 1981 pour avoir la première Convention de l'OIT, no 155 portant sur "la sécurité et la santé des travailleurs". Outre différentes définitions, elle donne une première définition de la santé au travail: "le terme santé, en relation avec le travail, ne vise pas seulement l'absence de maladie ou d'infirmité; il inclut aussi les éléments physiques et mentaux affectant la santé directement liés à la sécurité et à l'hygiène du travail."
Cette convention n'aborde pas les thématiques de médecine du travail, dans la mesure où cette discipline n'est pas partagée par tous les pays membres de l'OIT.
Sa Recommandation, no 164, "sur la sécurité et la santé des travailleurs" reprécise les définitions et objectifs d'une santé au travail.
C'est la Convention no 161 et sa Recommandation no 171, 1985, concernant « les services de santé au travail » qui met en place la multidisciplinarité dans le domaine de la santé au travail.
Dès lors, les directives européennes vont suivre le chemin tracé.

### Directives européennes
Au niveau des directives européennes, il existe au sens du Traité européen des directives d'harmonisation totale où les États membres sont tenus de transposer telles quelles les dispositions européennes dans leur législation. Il s'agit des directives de l'article 100 A du Traité de Rome. Par exemple la directive Machine (89/392/CEE).
Pour les directives européennes concernant la santé au travail, elles émargent aux articles 118 et 118 A du Traité de Rome, donnant les prescriptions réglementaires minimales (caractéristiques des directives dites sociales). Cette mécanique va consacrer et conduire des réglementations très différentes dans chacun des pays membres.
La Directive-cadre 89/391/CEE, 1989, qui se base largement sur la Convention de l'OIT no 161 et sa Recommandation no 171, concerne le concept de santé au travail et va mettre en place la multidisciplinarité. 
Elle sera suivie d'un grand nombre de directives « filles ».
Dans les pays européens communautaires où une médecine du travail spécialisée existe, celle-ci va devoir s'adapter à ces directives européennes minimales, ce sera le cas en Belgique.

### En Belgique
L'organisation réglementaire de la médecine du travail va prendre du temps.
Le Règlement général pour la Protection du Travail (RGPT) voit le jour par les arrêtés du Régent le 11 février 1946 et 27 septembre 1947, en même temps que la nouvelle loi française portant sur le même objet. Ce règlement portera essentiellement sur des prescriptions de sécurité.
La loi du 10 juin 1952 concernant « la santé et la sécurité des travailleurs ainsi que la salubrité du travail et des lieux de travail » verra la santé au travail et plus particulièrement la médecine du travail apparaitre. Mais cette loi va surtout permettre d'organiser au sein de chaque entreprise le « service de sécurité, d'hygiène et d'embellissement des lieux de travail », dirigé par un « chef de sécurité » (ingénieur de sécurité). C'est de cette époque que date les deux associations de « chefs de sécurité » (pour la partie francophone, il s'agit de l'ARCOP). 
Structurellement, la partie normative (anglo-saxonne) de la santé au travail précède, en Belgique, la partie individualisée (médecine du travail), même si certaines entreprises importantes ont des services médicaux depuis très longtemps. 
C'est seulement par les arrêtés royaux des 18 février 1960, 16 avril 1965 et surtout 2 août 1968 que se créent les services médicaux du travail. C'est en effet à partir de 1968 que l'ensemble des entreprises doivent faire appel à un service médical du travail, qu'il soit d'entreprise ou interentreprises. 
Il n'y aura pas de fusion entre les services de sécurité et les services de médecine du travail, chacun restant indépendant de l'autre.
Le  4 août 1996, la loi sur le bien-être au travail va remplacer l'ancienne loi de 1952. Elle consacre la multidisciplinarité et le concept de la santé au travail.
Dans la foulée, le RGPT va petit à petit être remplacé par le Code du bien-être au travail. Ce processus est toujours en cours, ce qui rend difficile la lecture des différentes règlementations.
Les arrêtés royaux du 27 mars 1998 (pris en application de la nouvelle loi) vont structurer la nouvelle organisation de la santé au travail en Belgique. 
Ces arrêtés portent respectivement sur :
- La politique de bien-être des travailleurs lors de l'exécution de leur travail (c'est ici que le concept multidisciplinaire de "gestion dynamique des risques" est mis en place)[7].
- Les services internes pour la prévention et la protection au travail (SIPP)[8].
- Les services externes pour la prévention et la protection au travail (SEPP)[9].

Les services de médecine du travail deviennent des "départements" de médecine du travail. Ils peuvent se retrouver (c'est une minorité) au niveau d'un SIPP. Par contre, ils doivent toujours être présents au niveau d'un SEPP.
Enfin, les parties du RGPT concernant l'exécution de la médecine du travail vont être remplacées par le nouvel arrêté royal du 28 mai 2003 relatif à la surveillance de la santé des travailleurs. Cet arrêté est placé dans le Code au Titre I, chapitre 4.

## La multidisciplinarité
La loi du 4 août 1996 sur le bien-être au travail organise la multidisciplinarité : 
- sur le plan structurel ;
- sur les différents spécialistes nécessaires et suffisants à la multidisciplinarité (les différents conseillers en prévention) ;
- sur les compétences et études pour accéder au titre de conseiller en prévention selon la spécialité.

### Sur le plan structurel
Sur le plan structurel, la multidisciplinarité est assurée par le « département de gestion des risques » qui se trouve au sein des SEPP (voir plus loin, organisation), et doit comporter l'ensemble des différents conseillers en prévention.
Cela n'empêche pas une entreprise de couvrir une partie des matières relevant de la multidisciplinarité. Elle devra obligatoirement se couvrir elle-même pour la partie « sécurité du travail », par la mise en place de son SIPP (service interne de prévention et de protection au travail), qui est dirigé par un chef de sécurité (pour les entreprises de moins de 20 travailleurs, ce peut être l'employeur lui-même), dont les compétences techniques sont conditionnées par l'importance des risques dans l'entreprise et/ou de la taille de l'entreprise.

### Les différents conseillers en prévention
Ils sont au nombre de cinq :
- L'ingénieur de sécurité
- L'hygiéniste du travail
- L'ergonome
- Le spécialiste en psychosocial (il doit être un psychologue dans les cas de harcèlement au travail)
- Le médecin du travail

On voit ainsi que le médecin du travail se retrouve :
- au sein du département de médecine du travail pour toutes les missions de médecine du travail (voir plus loin), c'est-à-dire les matières individualisables concernant les travailleurs ;
- au sein du département de gestion des risques, dans une équipe multidisciplinaire, pour tout ce qui concerne l'analyse et la gestion des risques.

### Compétences et études des médecins du travail
Différents arrêtés royaux (AR) définissent les niveaux de compétence et d'études que chacun des types de conseiller en prévention doit posséder. Ce sont des arrêtés qui dépendent du Service public fédéral Emploi, Travail et Concertation sociale (SPF ETCS). Seuls ceux-là peuvent prétendre travailler en entreprise, ès qualités.
En ce qui concerne le conseiller en prévention-médecin du travail, c'est un vieil arrêté royal qui définit les contours de la formation universitaire (AR du 5 mars 1971). Il n'est pas abrogé. 
Pour des raisons d'internationalisation du diplôme sur le plan européen (reconnaissance du diplôme entre pays européens communautaires), c'est le Service public fédéral (SPF) Santé publique, Sécurité de la chaîne alimentaire et Environnement qui agrée le spécialiste en médecine du travail. Pour ce faire, il se base sur l'avis donné par la commission ad-hoc de médecine du travail, qui est une des commissions ad-hoc du Conseil supérieur fédéral belge des médecins spécialistes et médecins généralistes.
Aujourd'hui, sous réserve des droits acquis, seuls les spécialistes en médecine du travail peuvent prétendre devenir conseiller en prévention-médecin du travail.
Les études spécialisées sont de 4 ans, répondant ainsi à la directive européenne 93/16/CEE, comportant deux ans de cours théoriques et un minimum de deux ans plein temps de stages dans des services agréés à cette fin (arrêté ministériel du 5 septembre 2006).
Pour la Communauté française de Belgique, trois universités proposent le diplôme ad-hoc permettant d'obtenir le titre de spécialiste de médecine du travail délivré par le SPF Santé publique. Il s'agit des universités de Bruxelles, Liège et Louvain.

## Le médecin du travail
Le titre de médecin du travail est le plus ancien titre de spécialisation médicale en Belgique avec celui de médecin hygiéniste. Elle est la 7e spécialisation médicale en importance en Belgique avec environ un millier de praticiens. Malgré tout, le métier est actuellement en pénurie. On y accède aujourd'hui après des études spécialisées de quatre ans.
L'exercice de cette spécialité se réalise essentiellement dans le domaine de la prévention en milieu de travail. Elle fait partie à la fois de la santé publique (pour son action collective) et de la santé clinique pour ses aspects individualisables. 
Elle n'est cependant pas thérapeutique dans le sens classique (elle ne propose pas de traitements médicaux), mais possède la capacité d'avis médicaux individuels et d'actions (avis) sur les aménagements de poste de travail, les aménagements de l'emploi, etc.
Contrairement aux médecins du travail d'autres pays (Luxembourg, France), le médecin du travail belge peut mettre directement le travailleur en congé de maladie (il rentre ainsi dans le champ de la sécurité sociale).
Son exercice couvre plusieurs domaines dont trois sont essentiels :
- d'une part, l'analyse et la gestion des risques de santé et plus particulièrement des risques de maladies professionnelles ;
- d'autre part, il doit évaluer et donner une décision d'aptitude au travail, mais uniquement lorsqu'un travailleur est exposé à un risque de santé dû à son travail, sur la base d'une analyse des risques, clé de voute du système belge ;
- le dépistage et la déclaration des maladies professionnelles.

Les conseillers en prévention, en ce compris les médecins du travail, remplissent leur mission en toute indépendance vis-à-vis de l'employeur et des travailleurs (loi du 4 août 2004 sur le bien-être au travail). Ils jouissent d'une protection légale particulière en cas de licenciement (loi du 20 décembre 2002).

### Analyse et gestion des risques
Dans la mesure où l'analyse des risques est la clé de voute du système de la santé au travail en Belgique et que cette analyse est confiée au département de gestion des risques (voir plus loin), la participation du médecin du travail à cette analyse est primordiale.
En effet, c'est cette analyse qui détermine les travailleurs qui vont bénéficier d'une surveillance médicale et sa fréquence (il n'y a jamais eu de couverture globale de la surveillance médicale pour l'ensemble des travailleurs en Belgique).
Cette analyse se réalise à partir de sortes de guidelines réglementaires (notamment les titres IV, V et VIII du Code):
- Les risques sont globalement répertoriés, et devront faire l'objet d'une appréciation in concreto :
  - Les postes de sécurité et de vigilance
  - Les activités à risques définis :
    - Physique, biologique[11], chimique[12], les produits CMR[13]
    - Contraintes ergonomiques, pénibilités du travail
    - Charge psychosociale

  - Les denrées alimentaires
  - Les jeunes au travail[14]
  - Les travailleurs handicapés au sens de la réglementation (art 44 de l'AR du 28 mai 2003 relatif à la surveillance médicale)
  - Plus spécifiquement, au niveau du travail devant écran et du port de charges[15].

### Décision d'aptitude au travail
La décision d'aptitude pose autant de problème qu'en France, car elle détourne dans une large mesure le médecin du travail de son travail de protection des travailleurs, d'amélioration des conditions de travail, de conseils et d'avis, etc.
Cette décision n'intervient cependant que pour les travailleurs chez lesquels un risque de travail (voir paragraphe précédent) a été décelé, pour lequel un examen médical est nécessaire selon la fréquence proposée, à la suite de l'analyse des risques. 
La décision elle-même a été encadrée par la réglementation (AR du 28-5-2003 relative à la surveillance médicale du travailleur), de façon à limiter les possibilités de perte d'emploi pour le travailleur. En effet, en cas de déclaration par le médecin du travail d'une inaptitude définitive, la possibilité d'une rupture d'emploi pour cas de force majeure est ouverte à l'employeur. 
Les décisions autres que la déclaration d'aptitude au travail, qui empêcheraient le travailleur d'accéder à son poste de travail, peut faire l'objet selon, d'une concertation ou d'un recours (ou les deux) par le travailleur, selon les formes prescrites (AR du 28-5-2003).

### Maladies professionnelles
Un des rôles important du médecin du travail est le dépistage et la déclaration des maladies professionnelles.
La réparation se fait par un organisme fédéral unique, l'Agence fédérale des risques professionnels (Fedris, anciennement "Fonds des maladies professionnelles").
Comme dans les autres pays européens communautaires, la déclaration se fait, soit en système ouvert, soit en système de liste des maladies professionnelles, dans ce cas-ci, la "liste belge des maladies professionnelles" (chaque pays européen communautaire à sa propre liste et sa propre méthode de déclaration).
Le "système ouvert" (hors liste) permet, sous certaines conditions, la reconnaissance comme maladie professionnelle d'une maladie ne figurant pas sur la liste mais que le médecin du travail estime avoir été causée de façon directe et déterminante par le travail.
Par ailleurs, les travailleurs (ainsi que les organismes d'assurances maladie-invalidité) peuvent demander directement une réparation d'une maladie professionnelle sans passer par le médecin du travail (en système ouvert ou de liste).

## Organisation de la médecine du travail

### Organisation des compétences
La Belgique est composée d'un niveau fédéral, de trois Communautés (flamande, française, germanophone) et de trois Régions (flamande, wallonne, bruxelloise), chacun ayant des compétences propres, non hiérarchisées les unes par rapport aux autres.
La santé au travail se trouve imbriquée dans ce lacis de compétence :
- La sécurité au travail, et dès lors les relations du travailleur avec son environnement de travail, est une compétence fédérale. Pour la médecine du travail, les décisions concernant les travailleurs et les avis sur les conditions et lieux de travail dépendent de ce niveau. La surveillance en est assurée par l'Inspection du travail fédérale, et l'agrément des SEPP (service externe de prévention et de protection au travail) est de compétence fédérale.
- La médecine préventive est de compétence communautaire. L'organisation des services (départements) de médecine du travail et leur agrément est du ressort de chaque Communauté du pays. La surveillance en est assurée par les services ad-hoc communautaires. Pour Bruxelles, qui est bi-communautaire, les choses sont assez complexes !
- L'environnement, et tout ce qui concerne les problèmes d'environnement des entreprises, est de compétence régionale.

### Organisation des services médicaux du travail
Il existe deux sortes de services médicaux.

#### SIPP
Le département de médecine du travail peut faire partie du SIPP  (service interne de prévention et de protection au travail) propre à l'entreprise. Cependant, peu d'entreprises ont choisi ce mode de fonctionnement ; il va de soi que ce sont des entreprises de taille suffisante qui ont opté pour cette structure. 
La responsabilité du SIPP est confiée au "chef de sécurité" de l'entreprise. Dans la pratique, l'articulation entre le département sécurité au travail et le département médecine du travail est uniquement administrative, les règles d'indépendance technique et morale et de confidentialité lié à la pratique médicale ne permettent pas la fusion des départements. 
Il n'empêche que cette médecine du travail porte généralement les caractéristiques d'une grande proximité avec les travailleurs, de relations importantes avec les représentants des travailleurs au sein de l'entreprise, d'une articulation forte avec la ligne hiérarchique, et dans le domaine de l'analyse et la gestion des risques, d'une bonne collaboration au sein du SIPP.
Les services de médecine du travail internes doivent recevoir un agrément communautaire pour pouvoir fonctionner. Pour la Communauté française, il s'agit de la « Commission d'agrément de services médicaux du travail ». Les SIPP en tant que tels ne reçoivent pas d'agrément.
Notons que chaque entreprise devra néanmoins s'affilier à un SEPP pour tout ce que le SIPP ne réalise pas, et notamment pour le domaine du harcèlement au travail, où c'est un psychologue-conseiller en prévention qui est chargé de la procédure officielle laquelle est obligatoirement réalisée hors l'entreprise.

#### SEPP
Le département de médecine du travail peut faire partie d'un SEPP (service externe de prévention et de protection au travail). Ce sont alors des départements de médecine du travail interentreprises. Les SEPP sont obligatoirement des ASBL (associations sans but lucratif). 
Un SEPP comporte toujours deux départements : le département de gestion des risques et le département de médecine du travail. Le premier département est dirigé par un ingénieur (ou éventuellement par un autre conseiller en prévention) à l'exclusion d'un médecin du travail. Le second est toujours dirigé par un médecin du travail.
C'est le département de gestion des risques qui est multidiciplinaire : il comporte toujours au moins un ingénieur (ayant la spécialisation en sécurité du travail), un hygiéniste du travail, un ergonome, un spécialiste du psycho-social et un médecin du travail.
Le département de médecine du travail ne comporte, sur le plan réglementaire, que des médecins du travail (les conseillers en prévention-médecins du travail). L'infirmière du travail n'a pas reçu, en Belgique, de reconnaissance légale. Dans la réalité, il en va différemment.
Les SEPP sont compétents pour l'ensemble de la Belgique, les entreprises sont libres de s'affilier (et de se désaffilier) selon leur nécessité. Ceci peut provoquer des problèmes de concurrence. L'ensemble des petites et moyennes entreprises belge sont affiliés à des SEPP, ainsi que la plupart des entreprises de grande taille. La pratique de la médecine du travail dans ces dernières se rapproche fort de ce que l'on peut constater au niveau de la médecine du travail pratiqué par les SIPP, lorsque les stratégies des SEPP vont dans ce sens.
L'agrément de ces départements de médecine du travail se réalise en deux étapes. D'abord l'agrément communautaire (idem que le SIPP, mais ici par chacune des Communautés où exerce le SEPP), ensuite le SEPP doit être agréé par le niveau fédéral (par le Conseil supérieur fédéral belge de prévention et de protection au travail). Cela doit se faire dans cet ordre.

## Missions
Les missions du médecin du travail sont décrites essentiellement par deux sources réglementaires, les missions qui y sont décrites se recoupent partiellement.
- Arrêté royal du 27 mars 1998 relatif au Service interne pour la Prévention et la Protection au Travail[19] :
  - Art. 6.- En plus de la collaboration à l’exécution des missions visées à l’article 5 (-analyse et gestion dynamique des risques; ndlr-), les missions suivantes sont réservées aux conseillers en prévention, qui répondent aux conditions fixées à l’article 22, 2° de l’arrêté royal du 27 mars 1998 relatif aux Services externes pour la Prévention et la Protection au travail et qui font partie du département ou de la section chargé de la surveillance médicale (-les médecins du travail; ndlr-):
    - 1°) examiner l’interaction entre l’homme et le travail et contribuer dès lors à une meilleure adéquation entre l’homme et sa tâche d’une part et à l’adaptation du travail à l’homme d’autre part;
    - 2°) assurer la surveillance de la santé des travailleurs notamment afin:
      - a) d’éviter l’occupation de travailleurs à des tâches dont ils seraient incapables, en raison de leur état de santé, de supporter normalement les risques ainsi que l’admission au travail de personnes atteintes d’affections graves qui soient transmissibles, ou qui représentent un danger pour la sécurité, des autres travailleurs;
      - b) de promouvoir les possibilités d’emploi pour tout un chacun, notamment en proposant des méthodes de travail adaptées, des aménagements du poste de travail et la recherche d’un travail adapté, et ce également pour les travailleurs dont l’aptitude au travail est limitée;
      - c) de dépister aussi précocement que possible les maladies professionnelles et les affections liées au travail, de renseigner et conseiller les travailleurs sur les affections ou déficiences dont ils seraient éventuellement atteints, de collaborer à la recherche et l’étude des facteurs de risque des maladies professionnelles et des affections liées à l’exécution du travail;

    - 3°) surveiller l’organisation des premiers secours et soins d’urgence aux travailleurs victimes d’accident ou d’indisposition.

- Arrêté royal du 28 mai 2003 relatif à la surveillance de la santé des travailleurs[8] : 
  - Art. 3.- La surveillance de la santé des travailleurs vise la promotion et le maintien de la santé des travailleurs par la prévention des risques. Elle est réalisée par l’application de pratiques de prévention qui permettent au conseiller en prévention-médecin du travail:
    - a) de promouvoir les possibilités d’emploi pour tout un chacun, notamment en proposant à l’employeur des méthodes de travail adaptées, des aménagements du poste de travail et la recherche d’un travail adapté, et ce également pour les travailleurs dont l’aptitude au travail est limitée;
    - b) de dépister aussi précocement que possible les maladies professionnelles et les affections liées au travail;
    - c) de renseigner et conseiller les travailleurs sur les affections ou déficiences dont ils seraient éventuellement atteints;
    - d) de collaborer à la recherche et l’étude des facteurs de risque des maladies professionnelles et des affections liées au travail;
    - e) d’éviter l’occupation de travailleurs à des tâches dont ils seraient incapables, en raison de leur état de santé, de supporter normalement les risques;
    - f) d’éviter l’admission au travail de personnes atteintes d’affections graves qui soient transmissibles, ou qui représentent un danger pour la sécurité des autres travailleurs;
    - g) de fonder la décision relative à l’aptitude au travail d’un travailleur, au moment de l’examen médical, en prenant en considération:
      - 1°) le poste de sécurité ou le poste de vigilance qu’il occupe ou va occuper effectivement et qui peut mettre en danger la santé et la sécurité d’autres travailleurs;
      - 2°) l’activité à risque défini qui entraîne ou qui est susceptible d’entraîner un dommage pour sa santé;
      - 3°) l’activité liée aux denrées alimentaires.